# Best Sellers: Hogyan készítsünk bestsellert
A Best Sellers: Hogyan készítsünk bestsellert (eredeti cím: Best Sellers) 2021-ben bemutatott amerikai–kanadai vígjáték filmdráma, amelyet Lina Roessler rendezett. A főbb szerepekben Michael Caine, Aubrey Plaza, Scott Speedman, Ellen Wong, Veronica Ferres és Cary Elwes látható.
Az Amerikai Egyesült Államokban 2021. szeptember 17-én mutatták be a mozikban.

## Cselekmény
Lucy Stanbridge örökölte apja kiadói vállalkozását. Új szerkesztőként rájön, a rossz kritikák sorozata veszélyezteti a családi vállalkozás anyagi biztonságát. Amikor megtudja, hogy a cég tartozik egy könyvvel Harris Shaw-nak, a visszavonult, mogorva, alkoholista írónak, aki a Stanbridge-kiadót a térképre tette, egy utolsó próbálkozással hozzá fordul a kereskedelmi és kritikai megmentésért.
Harris Shaw tartozik némi pénzzel Lucynak, és közben befejezte egy olyan könyv megírását, amelyet a legjobban gyűlöl. Lucy egészen addig örül, amíg rá nem jön, hogy Harris régen kötött szerződése szerint senki sem adhatja ki a művét. Cserébe azonban könyvturnét kell tartania.
Kezdetét veszi egy pokoli túra, amelyen a múlt és a belső démonok összefonódnak. A hírnévnek nincs köze a szerencséhez, a Twitteren a követők száma sem jelent semmit. Néha a becsület, amelyet meg akarunk őrizni, a múlt hazugságainak gyűjteményére épül.

## Szereplők
| Szerep          | Színész         | Magyar hang       |
| --------------- | --------------- | ----------------- |
| Harris Shaw     | Michael Caine   | Ujréti László     |
| Lucy Stanbridge | Aubrey Plaza    | Nemes Takách Kata |
| Jack Sinclair   | Scott Speedman  | Dolmány Attila    |
| Rachel Spence   | Ellen Wong      | Csuha Borbála     |
| Halpren Nolan   | Cary Elwes      | Barát Attila      |
| Drew Davis      | Veronica Ferres |                   |

### Magyar változat
- Bemondó: Schmidt Andrea
- Magyar szöveg: Markwarth Zsófia
- Felvevő hangmérnök: Magán Olivér
- Gyártásvezető: Molnár Magdolna
- Szinkronrendező: Gaál Erika
- Produkciós vezető: Legény Judit

A szinkront a Laborfilm Szinkronstúdió készítette el.

## A film készítése
A forgatókönyv 2015-ben elnyerte a neves Nicholl Fellowship forgatókönyvírói ösztöndíjat.
A projektet 2019 májusában jelentették be, miközben a cannes-i filmfesztiválon volt az értékesítése. A főszerepet Michael Caine kapta, Lina Roessler rendezőként debütált. A forgatás eredetileg júliusban kezdődött volna. További híreket azonban nem jelentettek be novemberig, amíg Aubrey Plaza és Scott Speedman be nem került a szereposztásba. Decemberben Ellen Wong és Cary Elwes is csatlakozott a szereplőgárdához.
A forgatás 2019 novemberében kezdődött a québeci Montréalban, és december 12-ig tarott.

## Bemutató
A filmet beválogatták a márciusi Berlini Nemzetközi Filmfesztiválra, de a COVID-19 világjárvány miatt nem tartották meg a világpremierjét. 2021 júliusában a Screen Media Films megvásárolta a film amerikai forgalmazási jogait. Az Amerikai Egyesült Államokban és Kanadában 2021. szeptember 17-én jelent meg.

## Fogadtatás
A Rotten Tomatoes weboldalon  53%-os értékelést kapott 55 kritika alapján, az átlagos értékelése 5,4 pont a tízből.